# 입짧은햇님
입짧은햇님(본명: 김미경, 1981년 8월 17일~)은 구독자 180만을 보유한 먹방 유튜버이다.

## 방송
- tvN 놀라운 토요일 도레미마켓
- tvN 줄 서는 식당 (2022년)
- tvN 유 퀴즈 온 더 블럭 (147회 방송분)
- tvN 줄 서는 식당 시즌2 (2024년)